# Fabrikaktion

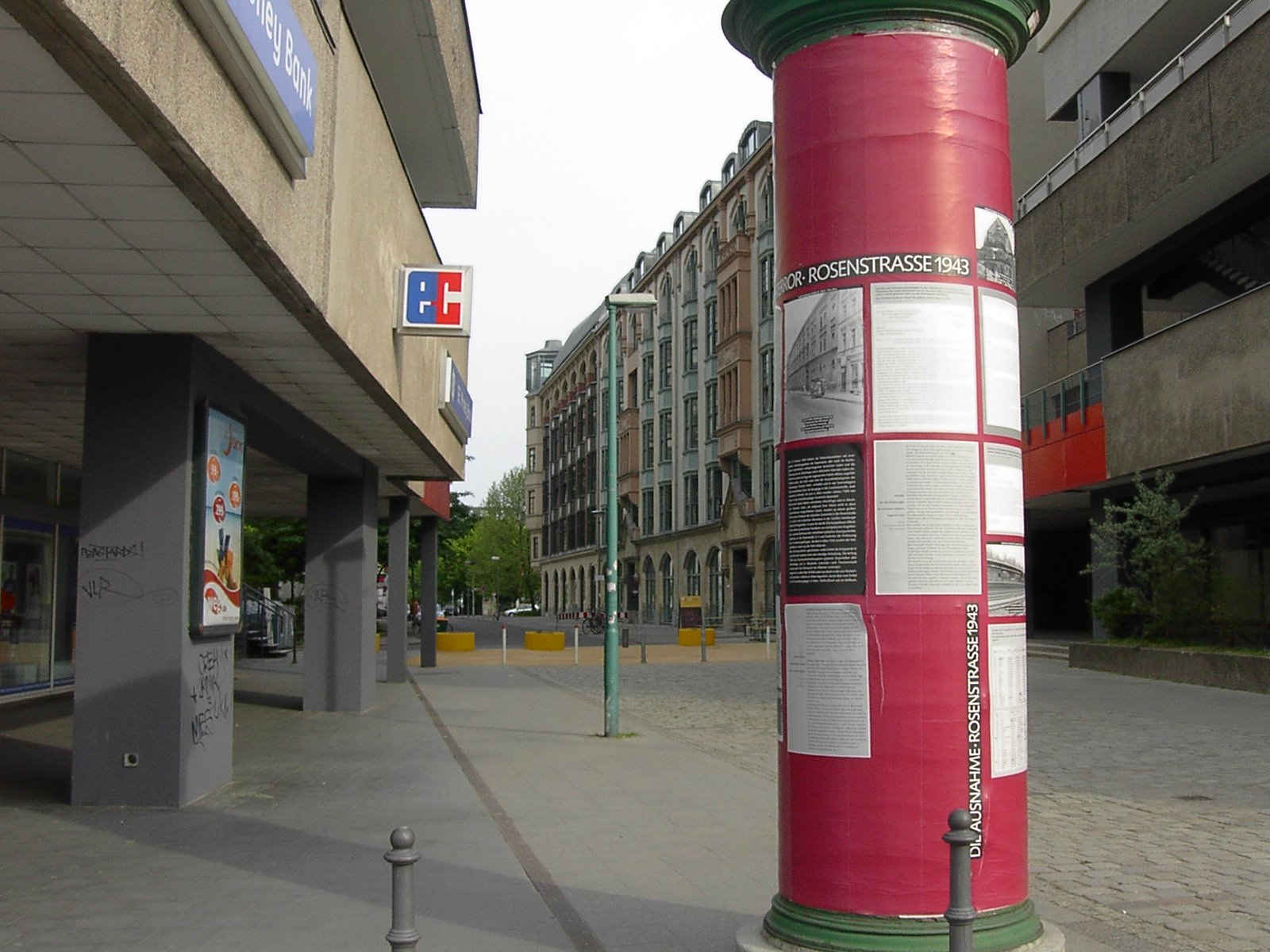
La Rosenstraße oggi: l'edificio in cui erano tenuti i detenuti non esiste più. Una colonna Litfaß ricorda l'evento.

Fabrikaktion è il termine usato per identificare l'ultima grande retata di ebrei avvenuta a Berlino, iniziata il 27 febbraio 1943 e terminata circa una settimana dopo. La maggior parte degli ebrei ancora rimasti lavorava negli stabilimenti di Berlino o nell'organizzazione assistenziale ebraica.
Il termine Fabrikaktion fu usato dai sopravvissuti dopo la seconda guerra mondiale, la Gestapo designò il piano come Große Fabrik-Aktion. Sebbene il piano non fosse limitato alla sola Berlino, in seguito divenne noto per aver catalizzato la protesta di Rosenstrasse, l'unica manifestazione pubblica di massa di cittadini tedeschi nota per aver contestato la deportazione degli ebrei decisa dal governo nazista.

## Situazione
Nel settembre 1942 circa 75.800 ebrei tedeschi erano impiegati nell'industria degli armamenti. Il governo nazista informò i proprietari delle fabbriche che i lavoratori ebrei, anche se sposati con tedeschi, sarebbero stati deportati nei campi di lavoro e che il governo si avrebbe prontamente sostituti con lavoratori provenienti dall'estero. In virtù di questa decisione i proprietari dovevano prepararsi a questa transizione. L'Ufficio Centrale per la Sicurezza del Reich (RSHA) pianificò numerosi treni per la deportazione verso Riga e Auschwitz. La guerra consumò gran parte delle risorse necessarie per i trasporti, e le deportazioni non furono eseguite immediatamente, ma alle industrie fu detto che i lavoratori ebrei sarebbero stati "evacuati" alla fine di marzo 1943.
All'inizio del 1943 il piano contemplava 15.100 lavoratori ebrei a Berlino e 5.300 fuori dalla capitale, la maggior parte dei quali viveva nelle grandi città o nei campi di lavoro. Il 20 febbraio 1943 l'SS-Obersturmbannführer Adolf Eichmann, uno dei principali artefici dell'Olocausto e capo del dipartimento Referat IV B4 dell'RSHA, pubblicò i dettagli sulle "Procedure tecniche per l'evacuazione degli ebrei verso est" (in tedesco: Technische Durchführung der Evakuierung von Juden nach dem Osten). 
Il piano esonerava dalla deportazione:
- gli ebrei partner nei matrimoni misti;
- gli ebrei sposati Geltungsjuden, cioè persone considerate ebree secondo le leggi di Norimberga, che vivevano con parenti ariani;
- gli ebrei di età superiore ai 65 anni, eccetto i non sposati con ebrei più giovani di tale età;
- i veterani della Prima Guerra Mondiale titolari di onorificenze;
- un elenco particolare di persone elencate per nome.

Anche se queste persone non fossero state deportate, comunque non gli sarebbe stato permesso di lavorare nell'industria delle armi. Dovevano essere ricollocati in altre posizioni lavorative e avrebbero potuto essere deportati senza che le fabbriche potessero intervenire.

## L'azione
Nella maggior parte delle altre città tedesche il 26 febbraio gli ebrei furono informati che il giorno successivo avrebbero dovuto registrarsi presso gli uffici della Gestapo per il controllo dei documenti di lavoro. A Breslavia, la mattina del 27 febbraio, la maggior parte degli ebrei furono arrestati in una retata a sorpresa e portati alla sinagoga. A Dresda furono raccolti nel campo di lavoro di Hellersberg.
A Berlino il 27 febbraio 1943 iniziò la retata per diecimila ebrei in vista del 54º compleanno del Führer, il 20 aprile. Gli arrestati lavoravano in diverse fabbriche di munizioni e furono portati in sei diversi luoghi di Berlino:
- sala principale della sala concerti Clou nel quartiere Mitte;
- garage della caserma Hermann Göring nel distretto di Reinickendorf;
- stalle dei cavalli di una caserma del quartiere Moabit;
- sinagoga del quartiere Moabit;
- Centro ebraico per anziani (in tedesco: das jüdische Altersheim) nel quartiere Mitte;
- casa della comunità ebraica nel quartiere Mitte (in particolare gli ebrei sposati con donne tedesche, a causa della loro situazione speciale dovuta al "matrimonio misto").[1]

La Fabrikaktion è anche nota per aver dato origine alla protesta di Rosenstrasse, in cui le mogli "ariane" dei prigionieri ebrei protestarono davanti al campo di raccolta di Rosenstrasse chiedendo il rilascio dei mariti. Al momento della retata del 27 febbraio, circa 2.000 operai della fabbrica di munizioni erano ebrei sposati tra loro. La Fabrikaktion spinse i tedeschi che avevano forti legami con gli ebrei a soccorrerli. Le mogli tedesche si sentirono in dovere di proteggere i loro mariti ebrei e corsero gravi rischi per salvarli, come nella protesta di Rosenstrasse.
La maggior parte degli ebrei rinchiusi negli altri campi di concentramento furono deportati ad Auschwitz con cinque trasporti tra il 1° e il 6 marzo 1943. Il 9 marzo quasi tutti i dipendenti "completamente ebrei" (volljüdische) dell'Associazione degli ebrei del Reich in Germania furono arrestati con i loro parenti e deportati ad Auschwitz il 12 marzo. Un altro trasporto con "ebrei legali" (Geltungsjuden) lasciò Berlino il 17 marzo verso Theresienstadt. È probabile che due terzi dei deportati siano stati assassinati subito dopo il loro arrivo ad Auschwitz. Per due di questi trasporti i numeri furono registrati in un documento:
Firmato Schwarz, Obersturmführer.»
Di quegli "ebrei a tutti gli effetti" di Berlino non protetti da un matrimonio misto, un piccolo numero fu risparmiato dall'arresto fino al marzo 1943. Il 10 giugno 1943, o poco dopo, cinque dei rimanenti sei "ebrei a tutti gli effetti" dell'Associazione degli ebrei del Reich in Germania (l'unico escluso fu Walter Lustig, sposato con una moglie "ariana") furono deportati a Theresienstadt, così come successe a Martha Mosse il 17 giugno. Sopravvissero anche circa ottocento ebrei dell'Ospedale ebraico di Berlino, di cui Lustig fu il direttore medico.

## Fuggitivi
Circa 4.700 ricercati riuscirono a fuggire e a nascondersi. Questo dato è in linea con le dichiarazioni dei sopravvissuti, avvertiti dai colleghi, capisquadra, in un caso anche da un agente di polizia, poco prima dell'azione. Più della metà dei fuggitivi furono catturati; la Gestapo arruolò dei collaboratori ebrei (Greifer) per aiutarli a localizzarli. Si stima che solo 1.500 riuscirono a nascondersi fino alla sconfitta della Germania.